# Monumento a Silvio Spaventa
Il monumento a Silvio Spaventa,  sito a Bomba in provincia di Chieti (in piazza Matteotti, ex piazza Municipio), consiste in una statua bronzea del patriota abruzzese realizzata da Adolfo Laurenti a Roma nel 1898.
Alcuni (Elena Croce) pensano che la statua è leggermente più grande della statura originaria del patriota.

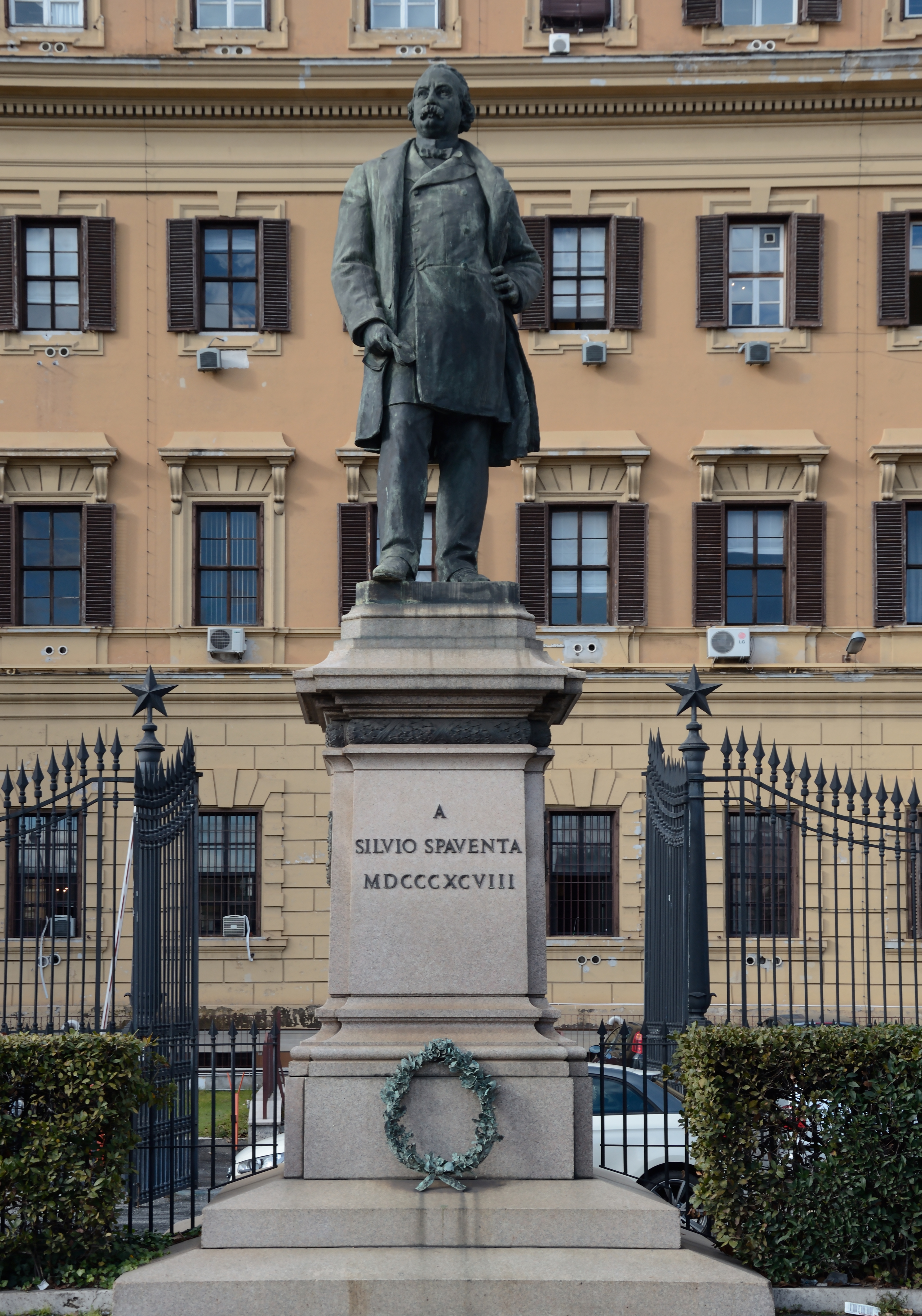
il monumento a Spaventa, Roma, modello di quello a Bomba

Inizialmente la statua si trovava nell'androne del municipio di Bomba (inserita in questo luogo a 16 anni dalla sua realizzazione), in seguito spostata nella piazza della fontana grande (la piazza principale, ove si fermano gli autobus di linea). Per la realizzazione, fu abbattuta la storica Fonte grande in pietra nella piazza, causando delle proteste.
La statua, realizzata su progetto di Adolfo Laurenti, poggia su in piedistallo alto un paio di metri recintato, sulla cui facciata anteriore vi è incisa una dedica al patriota.
Una copia pressoché identica è presso il Ministero delle finanze, dapprima in via Venti Settembre, ora nella via dietro allo stesso ministero, via Cernaia.